# Fara Vicentino
Fara Vicentino er en italiensk by (og kommune) i regionen Veneto i Italien, med omkring 3.700(2023) indbyggere. 